# Jonchery-sur-Vesle
Jonchery-sur-Vesle és un municipi francès, situat al departament del Marne i a la regió del Gran Est. L'any 2007 tenia 1.960 habitants.

## Demografia

### Població
El 2007 la població de fet de Jonchery-sur-Vesle era de 1.960 persones. Hi havia 747 famílies, de les quals 135 eren unipersonals (48 homes vivint sols i 87 dones vivint soles), 290 parelles sense fills, 274 parelles amb fills i 48 famílies monoparentals amb fills.
La població ha evolucionat segons el següent gràfic:
Habitants censats

### Habitatges
El 2007 hi havia 804 habitatges, 752 eren l'habitatge principal de la família, 10 eren segones residències i 42 estaven desocupats. 760 eren cases i 45 eren apartaments. Dels 752 habitatges principals, 640 estaven ocupats pels seus propietaris, 108 estaven llogats i ocupats pels llogaters i 4 estaven cedits a títol gratuït; 4 tenien una cambra, 33 en tenien dues, 87 en tenien tres, 173 en tenien quatre i 455 en tenien cinc o més. 627 habitatges disposaven pel capbaix d'una plaça de pàrquing. A 302 habitatges hi havia un automòbil i a 400 n'hi havia dos o més.

### Piràmide de població
La piràmide de població per edats i sexe el 2009 era:
| Homes | Edats   | Dones |
| ----- | ------- | ----- |
| 0     | 95 o +  | 0     |
| 4     | 90 a 94 | 4     |
| 4     | 85 a 89 | 12    |
| 8     | 80 a 84 | 24    |
| 16    | 75 a 79 | 24    |
| 36    | 70 a 74 | 28    |
| 20    | 65 a 69 | 36    |
| 24    | 60 a 64 | 28    |
| 76    | 55 a 59 | 36    |
| 92    | 50 a 54 | 80    |
| 72    | 45 a 49 | 84    |
| 72    | 40 a 44 | 96    |
| 72    | 35 a 39 | 84    |
| 64    | 30 a 34 | 64    |
| 36    | 25 a 29 | 36    |
| 52    | 20 a 24 | 76    |
| 68    | 15 a 19 | 44    |
| 64    | 10 a 14 | 64    |
| 52    | 5 a 9   | 80    |
| 60    | 0 a 4   | 40    |

## Economia
El 2007 la població en edat de treballar era de 1.313 persones, 964 eren actives i 349 eren inactives. De les 964 persones actives 902 estaven ocupades (468 homes i 434 dones) i 63 estaven aturades (35 homes i 28 dones). De les 349 persones inactives 158 estaven jubilades, 128 estaven estudiant i 63 estaven classificades com a «altres inactius».

### Ingressos
El 2009 a Jonchery-sur-Vesle hi havia 747 unitats fiscals que integraven 1.927 persones, la mediana anual d'ingressos fiscals per persona era de 23.727 €.

### Activitats econòmiques
Dels 92 establiments que hi havia el 2007, 1 era d'una empresa extractiva, 2 d'empreses alimentàries, 8 d'empreses de fabricació d'altres productes industrials, 24 d'empreses de construcció, 18 d'empreses de comerç i reparació d'automòbils, 6 d'empreses de transport, 4 d'empreses d'hostatgeria i restauració, 2 d'empreses d'informació i comunicació, 1 d'una empresa financera, 4 d'empreses immobiliàries, 7 d'empreses de serveis, 10 d'entitats de l'administració pública i 5 d'empreses classificades com a «altres activitats de serveis».
Dels 33 establiments de servei als particulars que hi havia el 2009, 1 era una oficina de correu, 4 paletes, 5 guixaires pintors, 5 fusteries, 4 lampisteries, 3 electricistes, 1 empresa de construcció, 3 perruqueries, 1 veterinari, 3 restaurants, 1 agència immobiliària i 2 salons de bellesa.
Dels 4 establiments comercials que hi havia el 2009, 1 era un hipermercat, 2 fleques i 1 una fleca.
L'any 2000 a Jonchery-sur-Vesle hi havia 8 explotacions agrícoles.

## Equipaments sanitaris i escolars
L'únic equipament sanitari que hi havia el 2009 era una farmàcia.
El 2009 hi havia 1 escola maternal i 1 escola elemental.

## Poblacions més properes
El següent diagrama mostra les poblacions més properes.